# Hypogastrura macrotuberculata
Hypogastrura macrotuberculata är en urinsektsart som först beskrevs av Hammer 1953.  Hypogastrura macrotuberculata ingår i släktet Hypogastrura och familjen Hypogastruridae. Inga underarter finns listade i Catalogue of Life.